# Ion Eremia (istoric)
Ion Eremia (n. 1 noiembrie 1954, s. Ciuciuleni, raionul Hâncești, Republica Moldova) este un istoric din Republica Moldova, profesor universitar, doctor habilitat în istorie, specialist în istoria medivală a românilor.

## Biografie
Profesorul universitar Ion Eremia s-a născut la 1 noiembrie 1954 în comuna Ciuciuleni, în familia lui Andrei Eremia și a Anei Chiosa. 

## Studii
După absolvirea școlii medii, între anii 1971-1976, își face studiile la Facultatea de Istorie a Universității de Stat din Chișinău, avându-i printre profesori pe Ion Niculiță, R. Enghelgardt, V. Potlog. Între anii 1982-1986 urmează studiile la doctorat în cadrul Facultății de Istorie la Universitatea de Stat din Chișinău. În ianuarie 1988 la Institutul de Slavistică și Studii Balcanice din Moscova susține cu succes teza de doctor în științe istorice cu tema "Relațiile politice dintre Moldova și Rusia în a doua jumătate a secolului al XVII-lea", conducător științific dr. hab. Vladislav Grosul. În martie 2000, în cadrul Universității de Stat din Moldova susține teza de doctor habilitat în științe istorice cu tema "Relațiile externe ale Țării Moldovei la mijlocul secolului al XVII-lea", consultant științific, m.c., dr. hab. Demir Dragnev.
După un an de activitate în școala medie din s. Drăgușenii Noi, este angajat (1977) la Sectorul de Arheologie al Academiei de Științe a Moldovei. De la 1 decembrie 1979 și până în present activează în cadrul Universității de Stat din Moldova.

## Carieră universitară
După absolvirea facultății, un an de zile  activează în școala medie din s. Drăgușenii Noi, apoi este angajat (1977) la Sectorul de Arheologie al Academiei de Științe a Moldovei. De la 1 decembrie 1979 și până în prezent activează la Universitatea de Stat din Moldova, unde a parcurs toate etapele carierei universitare: asistent (1979-1989), lector superior (1989-1994), conferențiar (1994-2010) și profesor universitar (din 2010).
Între anii 2000-2002, 2008-2013 a deținut funcția de șef al Catedrei Istoria Românilor, apoi Director Departament Istoria Românilor, Universală și Arheologie (2013-prezent). În anul de studii 2017-2018 a deținut funcția de decan al Facultății de Istorie și Filosofie de la USM. În calitate de titular al cursului "Istoria românilor epoca medievală", a elaborat și alte cursuri universitare ce țin de relațiile româno-otomane, procesele de formare a națiunilor în Europa de sud-est etc. A coordonat câteva proiecte de cercetare științifică (2014, 2015-2019).
A coordonat 3 teze de doctor ( Sergiu Matveev, Maxim Melinti, Cristina Herghiligiu (România) și 1 teză de doctor habilitat (Ion Gumenâi).

## Activitatea științifică
Interesele științifice ale domnului Ion Eremia, se concentrează în mod prioritar asupra problemelor ce țin de relațiile externe ale Țării Moldovei în epoca medievală și începutul epocii moderne. În ultimii ani a publicat mai multe studii pe istoria contemporană a Moldovei, pe probleme ce țin de evoluția statului și procesele entice din Republica Moldova.
Ion Eremia este autor a 5 monografii individuale și una colectivă, 6 culegeri de documente și a cca 80 de studii și articole publicate în reviste de specialitate din țară și de peste hotare, în volume naționale și internaționale. Printre acestea, una dintre cele mai importante lucrări rămâne a fi monografia "Relațiile externe ale lui Vasile Lupu (1634-1653)". A participat la zeci  de conferințe științifice naționale și internaționale.
- Membru al comitetelor de redacție al revistelor : Studia Universitatis Moldaviae Arhivat în 17 iulie 2020, la Wayback Machine. (Chișinău), Tyragetia (Chișinău), ProMemoria (Chișinău).

## Distincții
- Cavaler al Ordinului „Gloria Muncii”.
- Diploma de gradul I a Guvernului Republicii Moldova.
- Diploma de onoare a Ministerului Culturii

## Lista selectivă a publicațiilor
Eremia Ion, Țara Moldovei și Rusia. Relații politice în a doua jumătate a secolului al XVII-lea. Chișinău, USM, 1993; 
Eremia Ion, Relațiile externe ale lui Vasile Lupu (1634-1653). Chișinău, Cartdidact, 1999.
Eremia Ion, Statutul juridic internațional al Țării Moldovei (de la origini până la începutul secolului al XVI-lea). Chișinău, Editura Pontos, 2010.ISBN 978-9975-51-140-7.
Eremia Ion, Falsificarea istoriei sau „Fenomenul Stati” în Republica Moldova. Chișinău, 2003
Eremia Ion, Chestiunea Basarabiei, poligon pentru intruși?, Chișinău, 2012, ISBN 978-9975-80-649-7
Eremia Ion, Politica – instrument de formare a unei noi națiuni: ”națiunea civică moldovenească”, Chișinău: S. n., 2018 (Tipogr. „Lexon-Prim”). ISBN 978-9975-139-64-9
Istoria Universității de Stat din Moldova, Ion Eremia (autor și coordonator), Chișinău, CEP, 2016, ISBN 978-9975-71-823-3. 
Moldova în contextul relațiilor politice internaționale. 1387-1858. Tratate. Alcătuitor I. Eremia, Chișinău, Universitas, 1992,
Еремия И.А., Посольские книги по связям Молдовы с Россией. Составители: И.А.Еремия, Н.М.Рогожин. Кишинев, Universitas, 1993.
Еремия И.А., Н.М.Рогожин, Д.В.Лисейцев, Посольскaя книга по связям Молдовы и Валахии с Россией. Кишинев,  2005,
Relațiile externe ale Țării Moldovei în documente și materiale (1360-1858), Editor Ion Eremia, CEP USM, Chișinău, 2013. ISBN 978-9975-71-379-5.
Istoria Universității de Stat din Moldova în documente și materiale, Volumul I, alcăt.: Ion Eremia (coord.) [et.al.]., Chișinău, CEP USM, 2018,  ISBN 978-9975-142-71-7.
Istoria Universității de Stat din Moldova în documente și materiale: [în vol.] / Ion Eremia (coord.) [et al.], vol II,  Chișinău: CEP USM, 2019. ISBN 978-9975-142-71-7.
Eremia Ion, Istoria românilor. Epoca medievală. Curs de prelegeri. Partea II. 1504-1750. Chișinău, 2003,
Eremia Ion, Istoria românilor. Epoca medievală. Note de curs, Chișinău, CEP USM, 2018,  199 p. (16,7 c.t.). ISBN 978-9975-71-979-7